# Мария Кейстутовна
Мария (Микловса) Кейстутовна (лит. Miklausė Marija; в монашестве Марфа; ум. 30 октября 1405, Тверь) — литовская княжна, дочь великого князя Литовского Кейстута, жена великого князя тверского Ивана Михайловича.
Микловса была дочерью литовского князя Кейстута и его жены Бируты. В период с 1374 по 1377 годы была выдана замуж за князя Ивана Михайловича Тверского (1357—1425) и приняла имя Мария. Брак был направлен на укрепление союза Великого княжества Литовского с Великим княжеством Тверским.
Мария умерла в 1405 году, приняв постриг под именем Марфа, и похоронена в церкви святого Спаса в Твери.
У Марии и Ивана Тверского было трое сыновей:
- Иван
- Александр (ок. 1379—1425)
- Юрий